# Mondial
FB Mondial es una empresa de motocicletas fundada en 1929, en Milán, Italia. Son conocidos por su dominio en el Campeonato del Mundo de Motociclismo entre 1949 y 1957, donde ganó cinco títulos de pilotos y cinco títulos en el Mundial de escuderías.

## Primeros años (1929–1943)
FB Mondial nació bajo el impulso de los hermanos Boselli (Luigi, Carlo, Ettore y Ada). FB significa "Fratelli Boselli". El padre de los hermanos emprendedores era Giuseppe Boselli, un piloto muy respetado y copropietario de GD, una legendaria empresa de motocicletas de Bolonia.
Inicialmente, se abrió un taller para la venta y el servicio de los modelos GD, pero a los pocos meses, pronto quedó claro que había una demanda en el mercado de una motocicleta barata y robusta. Durante sus años como motociclista en competición, el Conde Giuseppe Boselli había conocido a Oreste Drusiani, un conocido fabricante de motores, y la pareja llegó a un acuerdo. Fue en la finca de Oreste en Bolonia donde FB estableció su primer sitio de producción, dedicándose a la construcción de motocicletas.
Después de un éxito constante en sus primeros años, en 1943 FB decidió ampliar su capacidad de producción y comprar maquinaria moderna para aumentar la producción. Por desgracia, no pudieron poner en práctica su plan, ya que el 24 de julio de 1943, un fuerte bombardeo aliado afectó la estación de tren de Bolonia y sus alrededores, afectando también a la granja. La maquinaria sobrevivió, pero fue confiscada por los militares para ayudar al esfuerzo de guerra, poniendo la producción en espera durante la duración de la guerra.

## Posguerra (1948–1979)

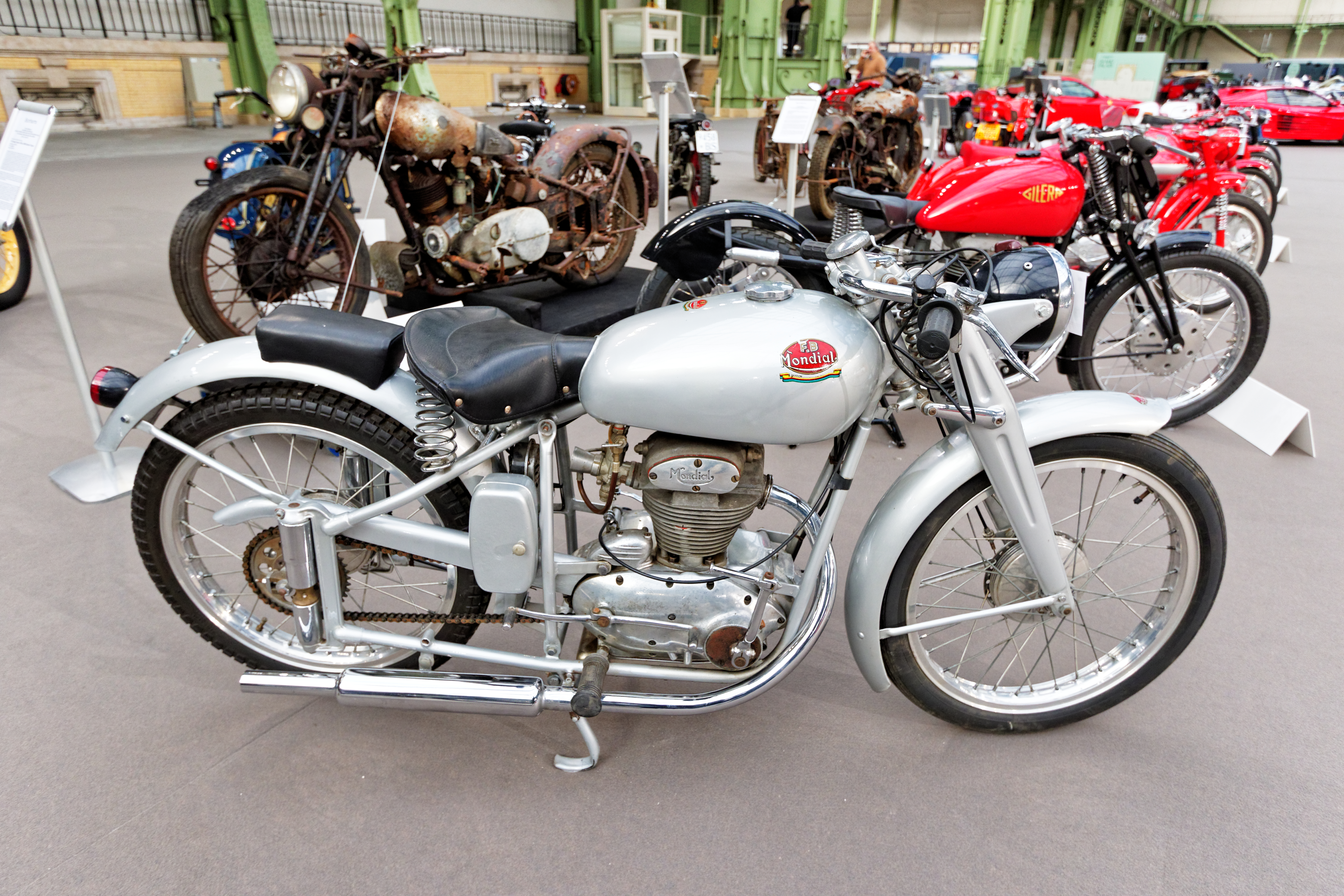
FB Mondial 125cc – 1949

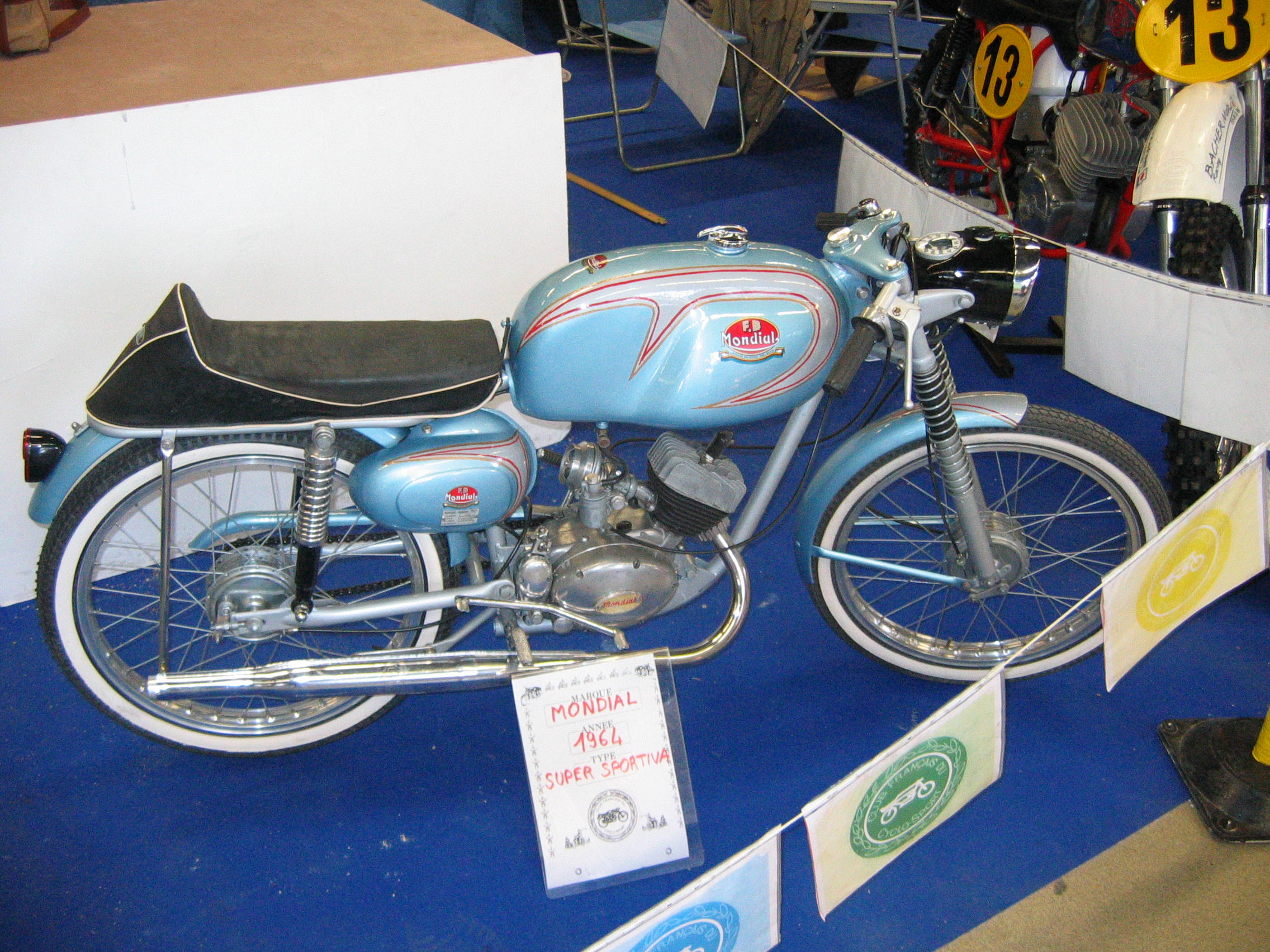
Mondial Super Sportiva de 50cc de 1964

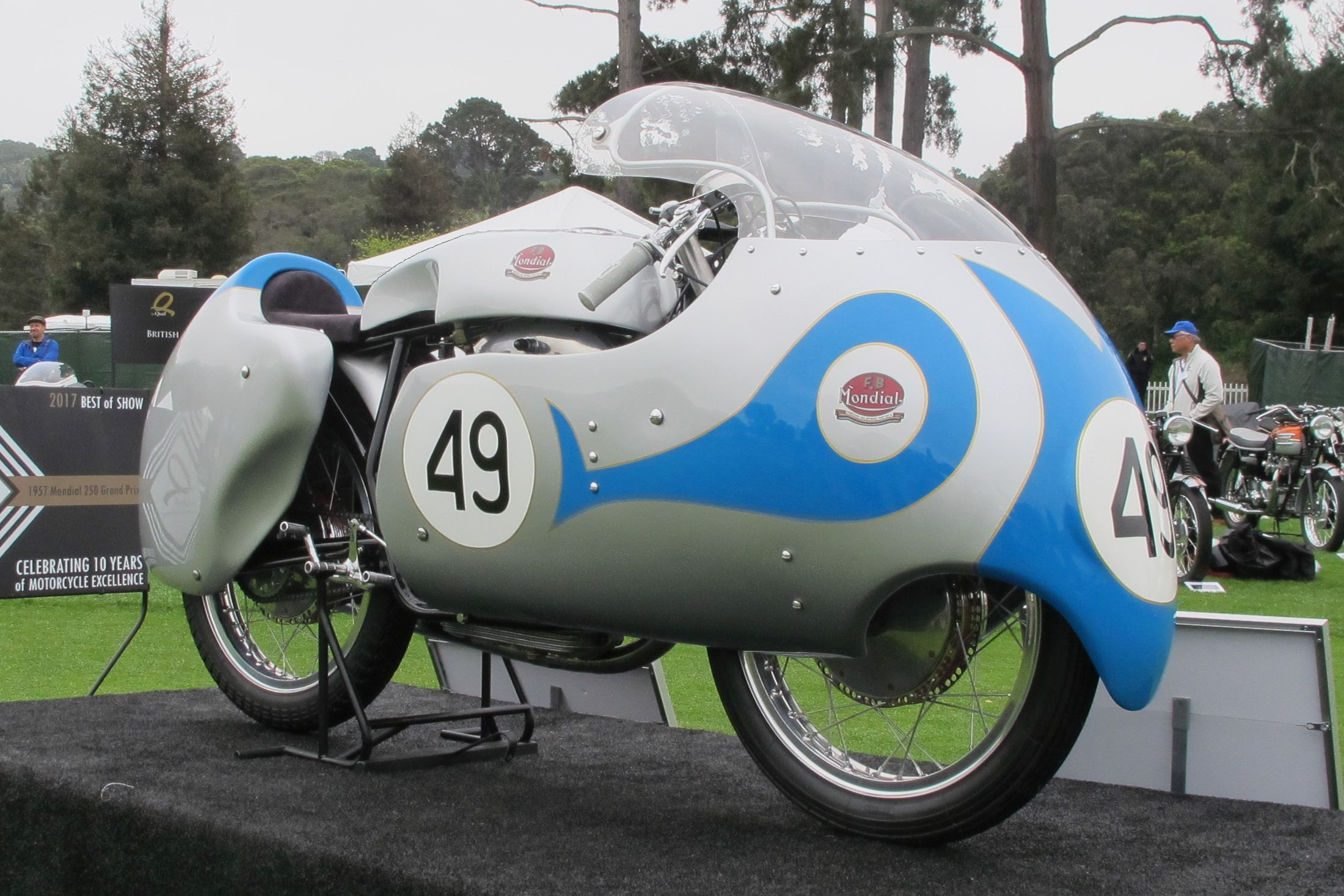
Moto de 250cc del Mundial de 1957

La colaboración entre la familia Drusiani y la Boselli continuó hasta el final de la guerra con la reconstrucción de la fábrica, gracias a un enorme desembolso de los Boselli, que tomaron el control de la compañía. FB relanzó la marca en 1948 como FB Mondial. Mondial encontraría éxitos en carreras, ganando el primer de sus títulos mundiales de pilotos en su segundo año de producción. Durante este tiempo MV Agusta y Ducati produjeron modelos más ligeros y económicos, ciclomotores y scooters, Mondial era más un fabricante "boutique", especializado en motocicletas de alto rendimiento y pequeña cilindrada. Gran parte de la producción de cada motocicleta se hacía a mano, lo que mantuvo la producción baja, con números de producción que generalmente oscilan entre 1000 y 2000 unidades por año. Mondial pudo continuar con este éxito durante varios años, apegándose a esta metodología. En 1957, Soichiro Honda se acercó al propietario de Mondial, el conde Boselli, para comprar una motocicleta de carreras Mondial, con la que la firma acababa de ganar los títulos mundiales de 125cc y 250cc. El Conde Boselli le dio al Sr. Honda una Mondial de carreras. Honda usó esta moto como un estándar a la que aspiraba, para poder competir a escala mundial. Una moto de carreras Mondial de 125 cc original es, todavía ahora, la primera que se exhibe al ingresar al Motegi Collection Hall de Honda.
Después del Mundial de 1957, la mayoría de las factorías italianas como Gilera, Moto Guzzi y MV Agusta anunciaron que abandonaban la competición citando costos crecientes y ventas decrecientes (MV Agusta luego reconsideró y continuó compitiendo). Mondial, a pesar de su continuo éxito, decidió unirse a ellos. Esto marcó el comienzo de un declive en la popularidad y las ventas de la empresa italiana, y en 1960, la última motocicleta totalmente Mondial salió de la fábrica. Después de esto, Mondial continuó durante un tiempo comprando motores de fabricantes propios. En esta forma híbrida, las motocicletas con bastidores Mondial y piezas auxiliares, pero con motores que no eran Mondial, fueron producidas por la fábrica los siguientes 19 años. Sin embargo, Mondial detuvo la producción por completo en 1979, hasta su renacimiento casi veinte años después.

## Propiedad de Ziletti (1999–2004)
En 1999, los derechos de Mondial fueron adquiridos por el magnate de periódicos Roberto Ziletti. Ziletti era un ávido motociclista en su juventud y su sueño era ser dueño de una prestigiosa empresa de motocicletas. Poco después de comprar los derechos, el padre de Ziletti murió, dejándolo a cargo del Grupo Lastra. Mondial volvió a producir superbikes poco después. 

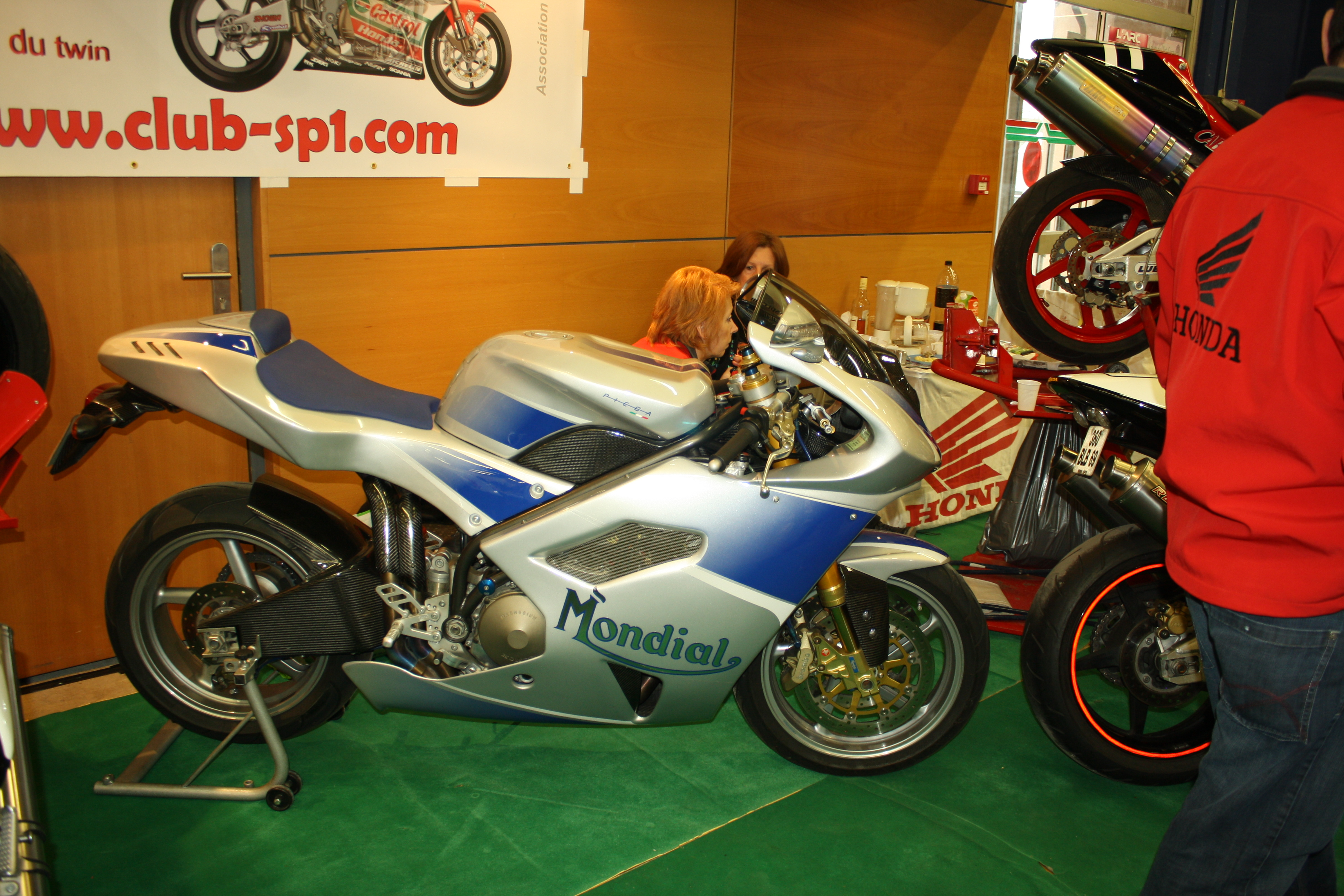
Mondial Piega

 En 2000, Ziletti pidió a Honda que suministrara motores para la nuevo Mondial (la Piega 1000) de sus superbikes RC51. Supuestamente se hizo un trato porque Mondial le había proporcionado a Soichiro Honda esa moto de carreras de 1957. Esta fue la primera vez que Honda permitió que una empresa usara sus motores para sus vehículos de producción.
Las dificultades de Mondial se acedentaron cuando Lastra adquirió la división mundial de artes gráficas de Mitsubishi Corp., lo que dejó a Roberto Ziletti sin tiempo suficiente para centrarse en Mondial. Había gastado más de 11 millones de euros en la empresa y, tras no poder ceder Mondial a una empresa suiza, la fábrica de Arcore fue puesta en manos del tribunal de quiebras de Monza en julio de 2004, con alrededor de 35 Mondial Piega 1000s en varios estados de finalización. Para poner esto en perspectiva, Lastra Group tenía una facturación superior a los 500 millones de euros en 2004.
En entrevistas realizadas en marzo de 2005, un concesionario de motocicletas del sur de Georgia declaró que los tribunales habían acordado vender Mondial a su empresa estadounidense, Superbike Racing, el 28 de febrero de 2005, y que continuarían con la marca. De todas maneras, la justicia italian accedió a vendera Mondial Moto SPA a otro comprado el 27 de julio de 2005: Biemme, otra marca de motocicletas localizado en Meda (cerca de Milán) y propiedad de Piero Caronni (el mismo hombre que compró al tribunal de quiebras de Rimini los restos y el derecho de producción de Bimota del entonces desaparecido Bimota V Due), rebautizándolo como GRUPPO MONDIAL SRL. Con esta sentencia, se sigue lanzando al mercado las Piega 1000s.

## Últimos años (2014–presente)
En 2014, los amigos del Conde Pierluigi Boselli, propietario de la marca Mondial y descendiente de los fundadores originales, y Cesare Galli, titular de Pelpi International Italia, comenzaron a sentar las bases de un proyecto para revivir la empresa, esbozando los primeros diseños. Cesare Galli fue anteriormente el director técnico de Fantic Motor, la exitosa marca italiana de offroad. Galli trabajó allí hasta que Fantic cerró en 1996 (desde entonces se ha reiniciado con éxito), después de ganar tres Campeonatos del Mundo de Trial con sus diseños, así como sucesivos títulos mundiales de Enduro. Galli se hizo cargo de la importación de las Kawasaki de cross y de cuatriciclos para Italia. En 2002 fundó Pelpi International, distribuidor europeo de las fabricantes taiwanesas de scooters y minibikes Aeon and Over.
Durante ese primer año y durante todo el 2015, los bocetos de diseño iniciales evolucionaron hasta convertirse en prototipos y, finalmente, se hicieron realidad: la HPS 125 y HPS 250 para FB Mondial. El diseño de HPS pretende ser una fusión del clásico FB Mondial, con tecnología moderna.
Construida por Piaggio en China, que también producen vehículos para marcas italianas icónicas como Aprilia y Vespa, las nuevas Mondial son motores Piaggio con el diseño de chasis y estilo de Mondial.
La firma actualmente ofrece cuatro variantes en el mercado. Las tradicionales HPS, en versión de 125 y 250cc, y las off-road modelos SMT y SMX.

## Historia en competición

### Mundial de motociclismo
Mundial de 1949
- Campeón de la cilindrada de 125cc – Nello Pagani
- Campeón de constructores de la cilindrada de 125cc

Mundial de 1950
- Campeón de la cilindrada de 125cc – Bruno Ruffo
- Campeón de constructores de la cilindrada de 125cc

Mundial de 1951
- Campeón de la cilindrada de 125cc – Carlo Ubbiali
- Campeón de constructores de la cilindrada de 125cc

Mundial de 1957
- Campeón de la cilindrada de 250cc – Cecil Sandford
- Campeón de la cilindrada de 125cc – Tarquinio Provini
- Campeón de constructores de la cilindrada de 250cc
- Campeón de constructores de la cilindrada de 125cc

Después de 1957, las principales marcas italianas en la que se encontraban Gilera, Moto Guzzi, MV Agusta y Mondial anunciaron que abandonaban la competición por la subida de los costes y la disminución de las ventas.

### Campeonatos nacionales
- 1950 Campeonato Italiano – 125cc – Carlo Ubbiali
- 1950 Campeonato Italiano – Internacional Industry Trophy
- 1951 Campeonato Italiano – 125cc – Carlo Ubbiali
- 1952 Campeonato Italiano – 125cc – Carlo Ubbiali
- 1952 Campeonato Austríaco – 125cc – Alexander Mayer
- 1952 Campeonato Italiano – 125cc – Adelio Albonico
- 1953 Campeonato Austríaco – 125cc – Alexander Mayer
- 1953 Campeonato Neerlandés – 125cc – Lodewick Simons
- 1953 Campeonato Italiano (Segunda División) – 125cc – Venturi Remo
- 1954 Campeonato Neerlandés – 125cc – Lodewick Simons
- 1954 Campeonato Italiano (Segunda División) – 125c – Tarquinio Provini
- 1954 Campeonato de Escuderías de Italia (Segunda División) – 125c
- 1955 Campeonato Italiano – 125cc – Tarquinio Provini
- 1956 Campeonato Italiano de Motocross – Emilio Ostorero
- 1957 Campeonato Italiano de Motocross – Emilio Ostorero
- 1957 Campeonato Italiano de Fórmula 1 – 250cc
- 1957 Campeonato Italiano de Fórmula 1 – 125cc
- 1957 Campeonato de Escuderías de Inglaterra - 250 cc – Class 125
- 1965 Campeonato Francés – 125cc – Jacky Onda

### Tourist Trophy
TT Isla de Man de 1951
- Ultra Lightweight TT (125cc) – Cromie McCandless

TT Isla de Man de 1957
- Ultra Lightweight TT (125cc) – Tarquinio Provini
- Lightweight TT (250cc) – Cecil Sandford